# Coppa del mondo di arrampicata 2000
La Coppa del mondo di arrampicata 2000 si è disputata dal 27 maggio al 17 novembre, nelle tre specialità lead, boulder e speed.

## Classifica maschile

### Generale
| Pos. | Atleta            |
| ---- | ----------------- |
| 1    | Alexandre Chabot  |
| 2    | Salavat Rakhmetov |
| 3    | Serik Kazbekov    |

### Lead
| Pos.                                                                        | Atleta               | FRA      | ITA      | ITA     | FRA         | SLO | Punti |
| --------------------------------------------------------------------------- | -------------------- | -------- | -------- | ------- | ----------- | --- | ----- |
| 1                                                                           | Yuji Hirayama        | 3        | 3        | 2       | 1           | 1   | 410   |
| 2                                                                           | Alexandre Chabot     | 2        | 1        | 17      | 2           | 4   | 333   |
| 3                                                                           | Cristian Brenna      | 11       | 8        | 4       | 5           | 2   | 257   |
| 4                                                                           | Bernardino Lagni     | 1        | 5        | 12      | 16          | 9   | 236   |
| 5                                                                           | Paul Dewilde         | 11       | 7        | 5       | 3           | 7   | 233   |
| 6                                                                           | Maksym Petrenko      | 3        | 4        | 10      | 6           | 11  | 232   |
| 7                                                                           | Serik Kazbekov       | 7        | 13       | 3       | 12          | 5   | 213   |
| 8                                                                           | François Legrand     | 35       | 2        | 8       | 8           | 31  | 160   |
| 9                                                                           | David Caude          | 15       | 15       | 6       | 12          | 14  | 143   |
| 9                                                                           | Yevgen Kryvosheytsev | 5        | 14       | 23      | 8           | 16  | 143   |
| \| Legenda \| 1º posto \| 2º posto \| 3º posto \| A punti \| Senza punti \| |                      |          |          |         |             |     |       |
| Legenda                                                                     | 1º posto             | 2º posto | 3º posto | A punti | Senza punti |     |       |

### Boulder
| Pos.                                                                        | Atleta                 | GRE      | FRA      | FRA     | GER         | FRA | ITA | Punti |
| --------------------------------------------------------------------------- | ---------------------- | -------- | -------- | ------- | ----------- | --- | --- | ----- |
| 1                                                                           | Pedro Pons             | 2        | 1        | 16      | 1           | 1   | 7   | 443   |
| 2                                                                           | Salavat Rakhmetov      | 5        | 11       | 1       | 3           | 11  | 1   | 378   |
| 3                                                                           | Daniel Dulac           | 13       | 3        | 6       | 2           | 2   | 5   | 349   |
| 4                                                                           | Stephane Julien        | 1        | 6        | 3       | 10          | 5   | 9   | 334   |
| 5                                                                           | Daniel Andrada Jimenez | 7        | 2        | 28      | 7           | 4   | 6   | 271   |
| 6                                                                           | Frédéric Tuscan        | 6        | 8        | 5       | 9           | 7   | 11  | 249   |
| 7                                                                           | Jérôme Meyer           | 12       | 12       | 9       | 4           | 3   | 14  | 237   |
| 8                                                                           | Christian Core         | 3        | 19       | 38      |             | 6   | 2   | 206   |
| 9                                                                           | Timmy Fairfield        | 22       | 5        | 12      | 15          | 10  | 8   | 184   |
| 10                                                                          | Jurij Golob            | 15       | 14       | 14      | 8           | 9   | 10  | 181   |
| \| Legenda \| 1º posto \| 2º posto \| 3º posto \| A punti \| Senza punti \| |                        |          |          |         |             |     |     |       |
| Legenda                                                                     | 1º posto               | 2º posto | 3º posto | A punti | Senza punti |     |     |       |

### Speed
| Pos.                                                                        | Atleta                         | FRA      | ITA      | FRA     | Punti       |
| --------------------------------------------------------------------------- | ------------------------------ | -------- | -------- | ------- | ----------- |
| 1                                                                           | Andrey Vedenmeer               | 1        | 7        | 4       | 198         |
| 2                                                                           | Iakov Soubbotine               | 7        | 1        | 5       | 194         |
| 3                                                                           | Vladimir Zakharov              | 8        | 6        | 3       | 152         |
| 4                                                                           | Vladislav Baranov              | 9        | 2        | 11      | 148         |
| 5                                                                           | Alexei Gadeev                  | 10       | 3        | 7       | 142         |
| 6                                                                           | Csaba Komondi                  | 14       | 11       | 2       | 135         |
| 7                                                                           | Alexandre Sergeyev (Liachenko) | 13       | 4        | 6       | 128         |
| 8                                                                           | Lukasz Müller                  | 4        | 12       | 9       | 120         |
| 9                                                                           | Alexandre Chaoulsky            | 3        | 5        |         | 116         |
| 10                                                                          | Alexandr Paukaev               | 5        | 8        | 17      | 109         |
| \| Legenda \| 1º posto \| 2º posto \| 3º posto \| A punti \| Senza punti \| |                                |          |          |         |             |
| Legenda                                                                     | 1º posto                       | 2º posto | 3º posto | A punti | Senza punti |

## Classifica femminile

### Generale
| Pos. | Atleta           |
| ---- | ---------------- |
| 1    | Liv Sansoz       |
| 2    | Sandrine Levet   |
| 3    | Elena Choumilova |

### Lead
| Pos.                                                                        | Atleta           | FRA      | ITA      | ITA     | FRA         | SLO | Punti |
| --------------------------------------------------------------------------- | ---------------- | -------- | -------- | ------- | ----------- | --- | ----- |
| 1                                                                           | Liv Sansoz       | 3        | 1        | 2       | 1           | 1   | 445   |
| 2                                                                           | Muriel Sarkany   | 3        | 2        | 1       | 3           | 5   | 361   |
| 3                                                                           | Stéphanie Bodet  | 1        | 4        | 3       | 3           | 3   | 350   |
| 4                                                                           | Martina Cufar    | 2        | 3        | 5       | 5           | 2   | 327   |
| 5                                                                           | Annatina Schultz | 8        | 10       | 9       | 8           | 4   | 206   |
| 6                                                                           | Mi-Sun Go        | 8        | 10       | 8       | 8           | 6   | 201   |
| 7                                                                           | Chloé Minoret    | 5        | 8        | 19      | 6           | 11  | 183   |
| 8                                                                           | Jenny Lavarda    | 7        | 14       | 13      | 6           | 9   | 177   |
| 9                                                                           | Sandrine Levet   | 16       | 7        | 7       | 12          | 15  | 156   |
| 10                                                                          | Katrin Sedlmayer | 31       |          | 4       | 2           |     | 135   |
| \| Legenda \| 1º posto \| 2º posto \| 3º posto \| A punti \| Senza punti \| |                  |          |          |         |             |     |       |
| Legenda                                                                     | 1º posto         | 2º posto | 3º posto | A punti | Senza punti |     |       |

### Boulder
| Pos.                                                                        | Atleta                   | GRE      | FRA      | FRA     | GER         | FRA | ITA | Punti |
| --------------------------------------------------------------------------- | ------------------------ | -------- | -------- | ------- | ----------- | --- | --- | ----- |
| 1                                                                           | Sandrine Levet           | 4        | 6        | 4       | 2           | 3   | 1   | 402   |
| 2                                                                           | Elena Choumilova         | 1        | 1        | 1       |             |     |     | 300   |
| 3                                                                           | Delphine Martin          | 6        | 4        | 8       | 7           | 6   | 10  | 266   |
| 4                                                                           | Myriam Motteau           | 2        | 3        | 3       | 14          |     |     | 234   |
| 5                                                                           | Vera Kotasova-Kostruhova |          | 5        | 5       | 6           | 15  | 5   | 222   |
| 6                                                                           | Olga Bibik               |          |          | 7       | 11          | 4   | 2   | 209   |
| 7                                                                           | Corinne Theroux          | 9        | 10       | 21      | 13          | 10  | 13  | 167   |
| 8                                                                           | Liv Sansoz               |          |          |         |             | 1   | 3   | 165   |
| 9                                                                           | Cecile Avezou            |          | 2        | 2       |             |     |     | 160   |
| 10                                                                          | Tanja Bauer              |          |          |         | 5           | 2   | 12  | 159   |
| \| Legenda \| 1º posto \| 2º posto \| 3º posto \| A punti \| Senza punti \| |                          |          |          |         |             |     |     |       |
| Legenda                                                                     | 1º posto                 | 2º posto | 3º posto | A punti | Senza punti |     |     |       |

### Speed
| Pos.                                                                        | Atleta                | FRA      | ITA      | FRA     | Punti       |
| --------------------------------------------------------------------------- | --------------------- | -------- | -------- | ------- | ----------- |
| 1                                                                           | Olena Ryepko          | 1        | 1        | 1       | 300         |
| 2                                                                           | Olga Zakharova        | 5        | 2        | 2       | 211         |
| 3                                                                           | Zosia Podgorbounskikh | 3        | 3        | 3       | 195         |
| 4                                                                           | Natalia Novikova      | 2        | 8        | 5       | 171         |
| 5                                                                           | Tatiana Ruyga         | 4        | 5        | 4       | 161         |
| 6                                                                           | Renata Piszczek       | 8        | 4        | 7       | 138         |
| 7                                                                           | Edyta Ropek           | 10       | 6        | 11      | 112         |
| 8                                                                           | Nataliya Perlova      | 14       | 7        | 8       | 107         |
| 9                                                                           | Hyun-Jung Kim         | 7        |          | 13      | 69          |
| 10                                                                          | Lenka Trnkova         | 6        |          | 17      | 65          |
| \| Legenda \| 1º posto \| 2º posto \| 3º posto \| A punti \| Senza punti \| |                       |          |          |         |             |
| Legenda                                                                     | 1º posto              | 2º posto | 3º posto | A punti | Senza punti |